# HBS Aucubastraat
De 4de Gemeentelijke HBS was een school voor voortgezet onderwijs in Den Haag. Naar de straat waar de school was gevestigd, werd ze HBS Aucubastraat genoemd. Directeur was Th.A. Verdenius.
De school werd op 5 september 1921 opgericht en was vanaf 1922 gehuisvest aan de Aucubastraat 3. In 1925 werd de school opgenomen in het Eerste Gemeentelijk Lyceum aan het Stokroosplein. Verdenius werd rector. Later werd deze school het Grotius Lyceum.
Nadat de Mammoetwet van kracht was geworden, ontstond de Scholengemeenschap Hugo de Groot (1968-1981), een samenvoeging van het Grotius Lyceum met de HBS Beeklaan en de MULO uit de Zonnebloemstraat. In 1981 volgde een fusie met het Tweede Vrijzinnig-Christelijk Lyceum. De nieuwe naam werd Segbroek College.
Een van de leraren van het eerste uur was F.C. Dominicus, die tot in 1949 als leraar Nederlands en Frans verbonden bleef aan achtereenvolgens de HBS Aucubastraat, het Eerste Gemeentelijk Lyceum en het Grotius Lyceum.